# Peromyscus stirtoni
Peromyscus stirtoni és una espècie de mamífer rosegador de la família dels cricètids. Viu a altituds d'entre 200 i 1.000 msnm a El Salvador, Guatemala, Hondures i Nicaragua. Els seus hàbitats naturals són els turons i les valls de clima àrid o semiàrid situades dins de boscos caducifolis, bardissars i matollars secs. És una espècie en risc mínim, és a dir, no sembla que hi hagi cap amenaça significativa per a la seva supervivència.
L'espècie fou anomenada en honor del paleontòleg estatunidenc Ruben Arthur Stirton.